# ریکاردو زاندونای

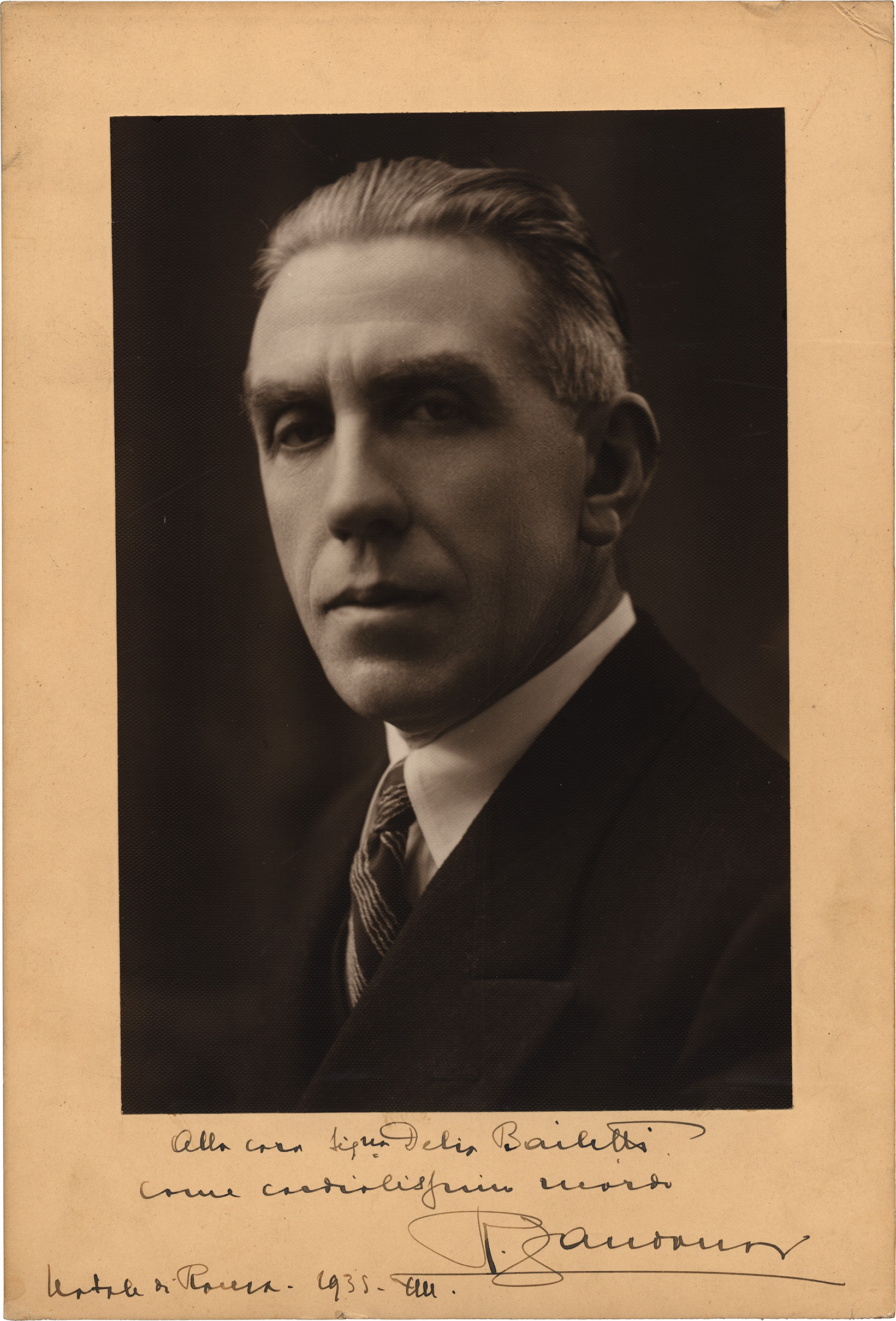
ریکاردو زاندونای

ریکاردو زاندونای (به ایتالیایی: Riccardo Zandonai) (زاده ۲۸ مه ۱۸۸۳ درگذشته ۵ ژوئن ۱۹۴۴) آهنگساز و سازنده اپرای ایتالیایی بود.
شهرت او بیشتر بخاطر اپرای فرانچسکا دی ریمینی است.
از فیلم‌هایی که وی در آنها نقش داشته‌است، کی توان به عاشقم باش، آلفردو! اشاره کرد.